# Bataille de San Jacinto (1836)
Pour l’article homonyme, voir Bataille de San Jacinto.
Révolution texane
Batailles
- Gonzales
- Concepción
- Grass Fight
- Béxar
- San Patricio
- Agua Dulce
- Fort Alamo
- Refugio
- Coleto
- San Jacinto

La bataille de San Jacinto, du 21 avril 1836, fut la bataille décisive de la révolution texane. Menée par le général Sam Houston, l'armée texane, formée majoritairement de colons américains, attaqua et défit les forces mexicaines placées sous les ordres du général Antonio López de Santa Anna. Des centaines de soldats mexicains pour la plupart recrutés de force dans le Nord du pays[réf. nécessaire], équipés d'un matériel obsolète acheté aux Britanniques et de fusils ayant servi à la bataille de Waterloo et mal nourris, furent tués ou capturés, alors que les Texans ne subirent que des pertes légères.
Santa Anna fut capturé le jour suivant et fait prisonnier de guerre. En captivité, il signa un traité de paix qui ordonnait à l'armée mexicaine de quitter la région, ouvrant ainsi la voie à la création de la république du Texas. Le traité ne reconnaissait pas officiellement le Texas en tant que nation souveraine, mais Santa Anna s'y engageait à travailler en ce sens lors de son retour à Mexico.
Ces événements du Texas ont lieu sous la présidence par intérim de Miguel Barragán (28 janvier 1835 - 1er mars 1836) puis de José Justo Corro (2 mars 1836 - 18 avril 1837).

## Contexte
Dans les années qui suivirent l'indépendance du Mexique, de nombreux immigrants anglo-américains s'installèrent au Texas (Mexique du Nord) et au Coahuila (au sud du Río Grande). En 1835, ils se rebellent contre le gouvernement du généralissime Antonio Lopez de Santa Anna qui restreint leurs droits et étend son emprise dictatoriale sur tout le Mexique (Constitution de 1824). Les Texans capturent les avant-postes mexicains au Texas et forment un gouvernement provisoire de la république texane par une déclaration d'indépendance similaire à celle des États-Unis d'Amérique en 1776. En décembre 1835, Santa Anna lance son armée vers le nord, bien décidé à mater la révolte. Les insurgés texans se font surprendre, persuadés que les Mexicains n'oseraient pas attaquer en plein hiver, et 200 d'entre eux sont massacrés à Fort Alamo près de San Antonio de Bexar aux mois de février-mars 1836. Santa Anna continue vers le nord à la poursuite du général texan Sam Houston qui, n'ayant pas le nombre pour lui, préfère battre en retraite. L'aile droite mexicaine, commandée par José de Urrea, massacre au passage la force des 400 Texans du colonel Fanin, qui n'avait pas osé se porter au secours d'Alamo, à Goliad. Il faut dire que les Mexicains ne considèrent pas les Texans comme des soldats réguliers mais comme des « pirates », et les tuent sans autre forme de procès.

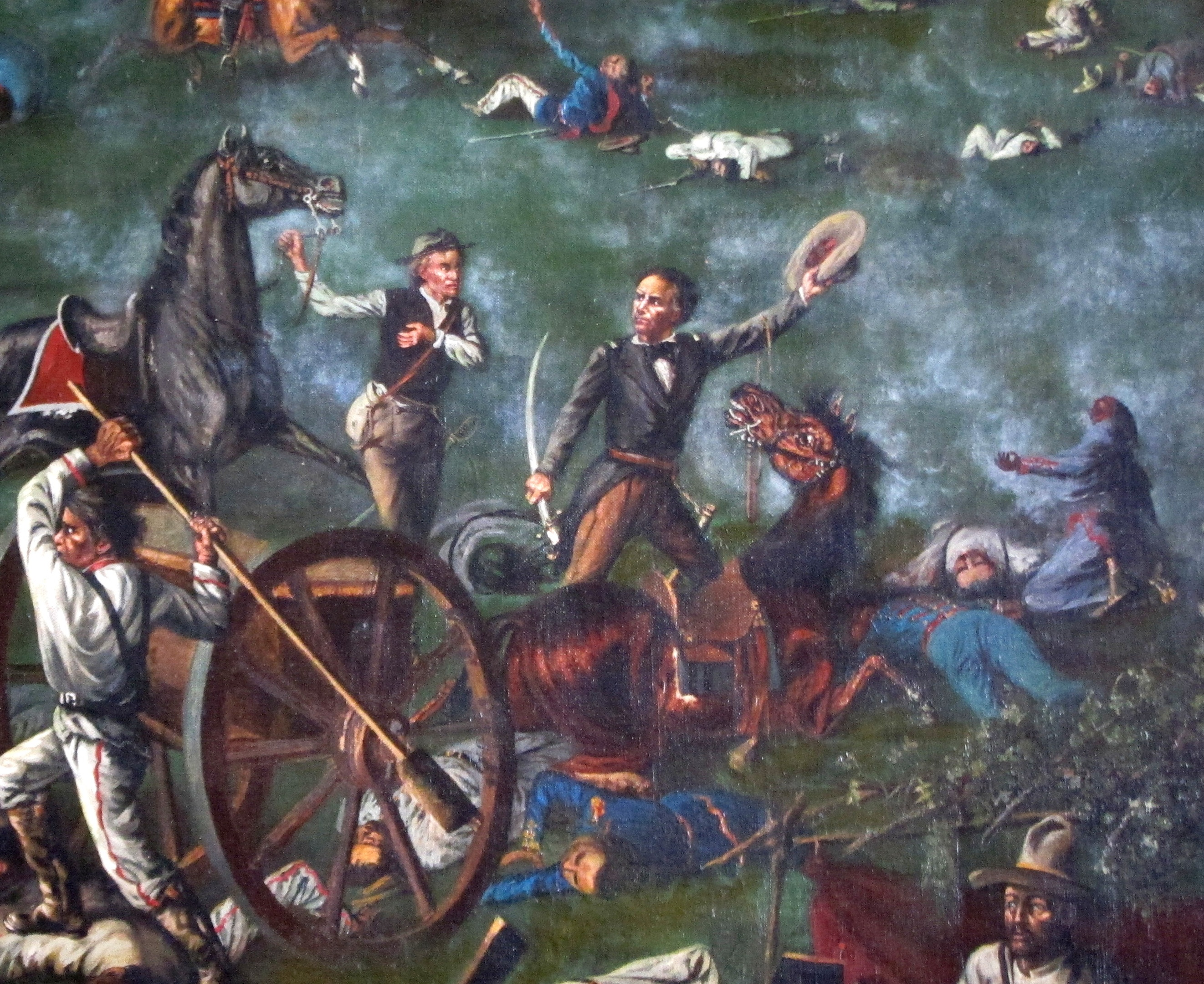
Sam Houston durant la bataille de San Jacinto.

Sam Houston, commandant en chef de l'armée texane, fait retraite vers le nord, ce qui exaspère ses troupes qui veulent en découdre pour venger Goliad et Alamo. Mais sa retraite sert sa cause. Santa Anna, dans sa hâte de le poursuivre, divise son armée. L'avant-garde, composée d'infanterie, se trouve ainsi à bien des lieues du gros des troupes, mais surtout de l'artillerie et de l'intendance. Elle n'est donc ni ravitaillée ni soutenue. De plus, l'armée mexicaine se livre à des exactions qui, loin d'effrayer les Texans, les soudent au contraire avec les insurgés.
Le 19 avril 1836, Santa Anna établit ses positions le long de la rivière San Jacinto, tandis que Houston se poste dans un bois de l'autre côté de la plaine, quatre kilomètres plus loin. Contre l'avis de ses officiers, Santa Anna décide le 20 avril de rester avec son avant-garde pour assister à la défaite annoncée des Texans. Le 21 avril, Houston tient un conseil de guerre. La majorité des officiers texans vote pour se fortifier dans les bois et attendre l'attaque de Santa Anna. Houston, lui, au vu de l'infériorité numérique des Texans (800 contre les 1 400 Mexicains), élabore plutôt une attaque surprise afin d'annuler le surnombre et de rester moins longtemps sous le feu des Mexicains dont le campement n'est pas fortifié. Cette décision l'emporte lorsque les éclaireurs texans rapportent que le campement mexicain n'est pas non plus gardé par des sentinelles pendant les périodes de repos.

## La bataille
Le 22 avril 1836, après avoir détruit le pont de Vince's Bridge et ainsi coupé toute retraite efficace aux Mexicains, les Texans s'approchent silencieusement du camp adverse à 16 h 30. C'est l'heure de la sieste chez les Mexicains et, comme l'avaient rapporté les éclaireurs, il y a peu de sentinelles. Quand enfin l'alerte est donnée, il est trop tard. Les Texans font feu de toutes leurs armes et de leurs deux canons, balayant les quelques Mexicains debout, puis lancent la charge au cri de « Remember the Alamo and Goliad ! » (« Souvenez-vous d'Alamo et de Goliad ! »). Les Mexicains, bien que mieux entraînés que les Texans, sont dans l'incapacité de résister efficacement. L'engagement au corps à corps est rapide et violent, et certains soldats n'ont même pas le temps d'empoigner leurs armes, certains sont massacrés avant même d'avoir pu sortir de leur tente. D'autres s'enfuient vers la rivière, et avec eux Santa Anna qui est parvenu à s'enfuir du camp dans la confusion. Ceux-là sont pris à revers par la cavalerie texane qui capture les Mexicains restés sur la rive et massacre ceux qui tentent de traverser à la nage.
La victoire texane est totale, la bataille a duré 18 minutes. L'avant-garde mexicaine n'existe plus : 600 morts et 730 prisonniers dont Santa Anna lui-même. Le reste de l'armée mexicaine est encore à plusieurs jours de marche.

## Conséquences

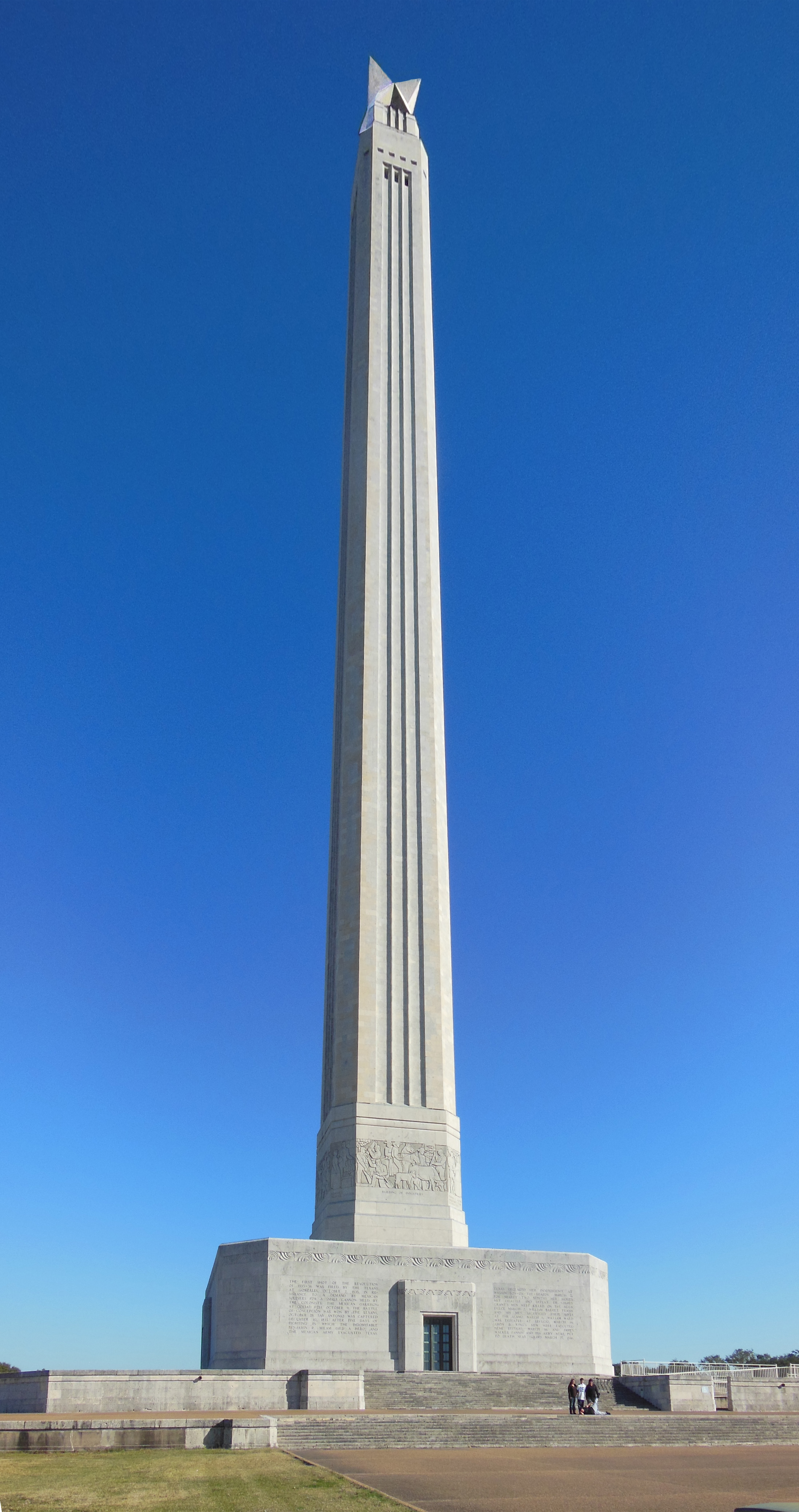
Le monument de San Jacinto.

Le jour suivant, Santa Anna fut capturé à nouveau. Le 14 mai, il signa les traités de Velasco, dans lesquels il acceptait de retirer ses troupes du sol texan et en échange d'un sauf-conduit pour le Mexique, appuierait là-bas la reconnaissance de la nouvelle république. Cependant, sa reconduite n'eut jamais lieu, Santa Anna fut détenu pendant six mois comme prisonnier de guerre (durant lesquels son gouvernement le destitua et refusa de reconnaître tout accord qu'il pourrait signer) et il fut finalement emmené à Washington, D.C., aux États-Unis qui officiellement n'étaient pourtant pas impliqués dans le conflit. Il y rencontra le président Andrew Jackson, avant de retourner au Mexique au début de 1837. À ce moment, cependant, l'indépendance texane était devenue un fait accompli, même si Mexico ne la reconnaissait pas, ce qu'il ne fit qu'avec le traité de Guadalupe Hidalgo en 1848.
En 1845, le Texas devient le 28e État des États-Unis.
Alfonso Steele, généralement considéré comme le dernier survivant de cette bataille, est mort en 1911. Son portrait orne la salle du capitole à Austin et un parc lui est dédié au Limestone County.
Aujourd'hui, le San Jacinto Battleground State Historic Site (en) commémore la bataille. On y trouve le monument de San Jacinto, la plus grande colonne au monde érigée pour un mémorial (173 m. Le parc est situé à La Porte, à environ 35 kilomètres à l'est d'Houston. Sur le monument est inscrit :

« Measured by its results, San Jacinto was one of the decisive battles of the world. The freedom of Texas from Mexico won here led to annexation and to the Mexican War, resulting in the acquisition by the United States of the states of Texas, New Mexico, Arizona, Nevada, California, Utah and parts of Colorado, Wyoming, Kansas and Oklahoma. Almost one-third of the present area of the American Nation, nearly a million square miles of territory, changed sovereignty. »

Traduction : 

« Mesurée à l'aune de ses résultats, San Jacinto fut l'une des batailles les plus décisives au monde. Avoir ici libéré le Texas du Mexique a conduit à l'annexion et à la guerre du Mexique, avec pour résultat l'acquisition par les États-Unis des États du Texas, du Nouveau-Mexique, de l'Arizona, du Nevada, de la Californie, de l'Utah et de certaines parties du Colorado, du Wyoming, du Kansas et de l'Oklahoma. Près d'un tiers de la superficie actuelle de la nation américaine, soit près d'un million de miles carrés de territoire, a changé de souveraineté »

.
Un festival avec une reconstitution de la bataille, le San Jacinto Day Festival, se tient chaque année sur le site historique où elle se déroula.